# Mereteu, Alba
Mereteu (în maghiară Merítő) este un sat în comuna Vințu de Jos din județul Alba, Transilvania, România. La recensământul din 2002 avea o populație de 192 locuitori.